# Экстаз Блаженной Людовики Альбертони
Экстаз Блаженной Людовики Альбертони (итал. Estasi della beata Ludovica Albertoni) — выдающееся произведение искусства высокого барокко в Риме. Скульптурное надгробие, созданное архитектором и скульптором Джованни Лоренцо Бернини в 1671—1674 годах для римской церкви Сан-Франческо-а-Рипа по заказу кардинала Паллуцци дельи Альбертони. Кардинал являлся дальним родственником святой Людовики, канонизированной в 1671 году.
Людовика Альбертони (Ludovica Albertoni, 1473 или 1474, Рим — 31 января 1533, Рим) родилась в знатной римской семье. Получила католическое образование. В ранней юности после смерти отца вышла замуж в 1494 году за Джакомо делла Четера, человека с грубым характером, от которого у неё родились три дочери. В годы замужества Людовика посещала церковь Сан-Франческо-а-Рипа, которая находилась недалеко от её дома. Она овдовела в возрасте тридцати двух лет в 1506 году, и в её руках осталось поместье мужа. После того, как имущество было разделено между дочерьми, Людовика отказалась от всего и стала монахиней-терцианкой Ордена Святого Франциска, помогая нуждающимся едой, одеждой, ухаживая за больными. Получила прозвание: «Мать бедных» (Madre dei poveri).
Римляне помнили её подвижничество во время трагического разграбления города ландскнехтами в 1527 году (Sacco di Roma). Её почитали мистиком и, как утверждает церковное предание, у неё были экстатические видения и состояния левитации. Примерно в 1532 году у Людовики проявились признаки болезни, приведшей к смерти 31 января 1533 года в возрасте шестидесяти лет. По её предсмертному желанию, останки Людовики были захоронены в капелле Святой Анны в её любимой церкви Сан-Франческо-а-Рипа. 17 января 1674 года останки были перенесены в большой алтарь той же церкви.
У одного из потомков Людовики Альбертони, кардинала Палуццо Палуцци дельи Альбертони, был племянник, который женился на племяннице Папы Климента X, который позволил наследнику взять фамилию понтифика «Алтьери».
13 октября 1606 года римский Сенат постановил, что дата смерти Людовики Альбертони должна быть отмечена, а в 1625 году римские власти назвали ее покровительницей Рима и приравняли дату её смерти к литургическому празднику.
28 января 1671 года Папа Климент X в базилике Санта-Мария-Маджоре подписал указ о присвоении Людовике Альбертони титула «Блаженной». Затем кардинал заказал обустройство капеллы в церкви Сан-Франческо, которая стала местом её почитания.
После того, как несколько художников соревновались за выполнение работ по оформлению капеллы, заказ получил Дж. Л. Бернини и взялся за проект бесплатно. Ему в это время шёл 71 год, и надгробие Блаженной Людовики стало одной из его последних скульптур. Бернини начал работу в 1671 году, но его заботили два других крупных заказа: надгробие Папы Александра VII и Алтарь Святого Причастия в базилике Святого Петра. Поэтому Бернини смог завершить скульптуру только в 1674 году. Она была установлена на месте 31 августа 1674 года. Некоторые историки подвергают сомнению дату начала работы в 1671 году, указывая на документ, подтверждающий, что Бернини купил белый мрамор для скульптуры 7 февраля 1674 года. Это означает, что работа началась в конце 1673 года, и художник выполнил её за шесть месяцев.
Капелла Палуцци-Альбертони, спроектированная Джакомо Мола в 1622—1625 годах, расположена в левом «рукаве» трансепта церкви. Произведение Бернини часто сравнивают с другим его шедевром — композицией «Экстаз святой Терезы» в римской церкви Санта-Мария-делла-Витториа (1645—1652). Позади скульптуры находится картина Джованни Баттисты Гаулли с изображением Девы Марии с Младенцем и Святой Анны. По сторонам — скульптурные головки херувимов. Из невидимого зрителю окна слева льются потоки света, которые усиливают мистическое впечатление от скульптуры из белоснежного отполированного каррарского мрамора и цветного мрамора покрывала саркофага. На боковых пилонах, предваряющих капеллу, расположены фрески с изображениями святой Клары Ассизской и самой блаженной Людовики, дающей милостыню нищему.
Блаженная Альбертони изображена в состоянии религиозного экстаза, ожидая нисхождения Святого Духа. Согласно одной из версий, Бернини в этом произведении совместил тему тренодии (итал. trenodia — стенание), характерную для надгробных монументов, с темой иммакулаты (лат. immaculatus — незапятнанная, чистая).
Скульптура выполнена из мрамора разных цветов: фигура из белого каррарского мрамора, покрывало саркофага — из красного с белыми прожилками. Фигура Людовики Альбертони представлена в момент мистического общения с Богом. Складки её одежд сделаны предельно натуралистично, но они отражают состояние смятения блаженной, её голова откинута назад, глаза полузакрыты. Мрамор обработан настолько искусно, что кажется, будто он окутан лёгкой дымкой и создаёт «световую вибрацию», сфумато. Бернини в этом произведении достигает вершины барочного иллюзионизма, тяжёлый мрамор превращается в мистическое видение. По словам скульптора, произнесённым в связи с другим произведением: «Экстаз святой Терезы» в церкви Санта-Мария-делла-Витториа, но подходящими и к данному случаю, Бернини «сделал мрамор гибким как воск» и этим смог в «известной мере объединить скульптуру с живописью».